# Lidija Skoblikova
Lidija Pavlovna Skoblikova (ryska: Лидия Павловна Скобликова), född 8 mars 1939 i Zlatoust, är en rysk före detta skridskoåkare som tävlade för Sovjetunionen. Skoblikova blev olympisk guldmedaljör på 1 500 meter och 3 000 meter vid vinterspelen 1960 i Squaw Valley.